# Graisseur à déplacement
Le graisseur à déplacement (dit aussi à condensation) est un dispositif de graissage automatique d'huile pour moteur à vapeur, présenté pour la première fois au Royaume-Uni en 1860 et conçu par John Ramsbottom (en).

## Description
Il existe différents types de lubrificateurs automatiques, notamment les lubrificateurs à déplacement, hydrostatiques et mécaniques.

### Type Ramsbottom
Le lubrificateur à déplacement a été introduit au Royaume-Uni en 1860 par John Ramsbottom. Il fonctionne en permettant à la vapeur de pénétrer dans un récipient fermé contenant de l'huile. Après condensation, l'eau coule au fond du récipient, ce qui fait monter l'huile et la fait déborder dans des tuyaux de distribution. L'huile provenant des tuyaux de distribution est introduite dans le tuyau de vapeur, où elle est atomisée et transportée vers les soupapes et les cylindres.
Dans les premières applications des locomotives à vapeur, deux lubrificateurs volumétriques (un pour chaque cylindre) étaient placés à l'avant de la chaudière, près des soupapes, souvent de part et d'autre de la boîte à fumée, ou un lubrificateur était placé derrière la boîte à fumée. La configuration derrière la boîte à fumée présente l'avantage de permettre un bon raccordement à la conduite de vapeur et a été utilisée par le Great Western Railway. Elle présente l'inconvénient de réduire l'accessibilité du lubrificateur et de nécessiter le raccordement de tuyaux d'évacuation supplémentaires pour éviter que les déchets ne s'égouttent sur la chaudière.
Elijah McCoy, un Canadien qui s'est installé dans le Michigan et est devenu citoyen américain, a obtenu un brevet pour son lubrificateur automatique en 1872. Des tuyaux acheminaient l'huile par gravité depuis un réservoir central jusqu'à l'endroit où elle était nécessaire. Les types de lubrificateurs ultérieurs (à partir de 1887 environ), dits « à vue », permettaient de placer un voyant dans la cabine pour observer le taux d'alimentation en huile. En 1898, le brevet supplémentaire de McCoy ajoutait un tube en verre monté sous le réservoir afin de pouvoir surveiller le taux d'alimentation, avec un tuyau de dérivation disponible au cas où l'alimentation principale serait bloquée.
Le lubrificateur volumétrique était un palliatif utile, mais il présentait l'inconvénient d'être difficile à contrôler avec précision sur le taux d'alimentation en huile et la lubrification n'était fournie que lorsque le moteur travaillait (lorsqu'une locomotive est en roue libre avec le régulateur fermé, il n'y a pas de vapeur pour faire fonctionner le lubrificateur).

### Type Roscoe
Le lubrificateur de type Roscoe améliorait la situation en fournissant une vanne permettant de réguler le débit de vapeur et donc de lubrifiant. Le réglage correct de la vanne nécessitait de l'expérience et dépendait de la vitesse du train.
Le lubrificateur Roscoe a été inventé par James Roscoe en 1862 et breveté dans le brevet britannique 1337. Il comportait deux améliorations par rapport au type original de Ramsbottom, la possibilité de contrôler la quantité de vapeur qui entrait dans le lubrificateur, via une vanne de contrôle, et l'ajout d'une chambre remplie d'air dans le réservoir d'huile. Cette chambre se dilate lorsque la vapeur est coupée, ce qui a pour but de fournir de l'huile même lorsque la locomotive est en roue libre. Cependant, cela s'est avéré inefficace dans la pratique, en particulier si la locomotive était en roue libre pendant une longue période (par exemple, en descendant une colline).

## Remplacement
Lorsque des lubrificateurs plus sophistiqués, tels que les types Wakefield et Detroit, ont été mis au point, les lubrificateurs à déplacement sont tombés en désuétude, mais ils sont toujours utilisés sur les modèles réduits de moteurs à vapeur.

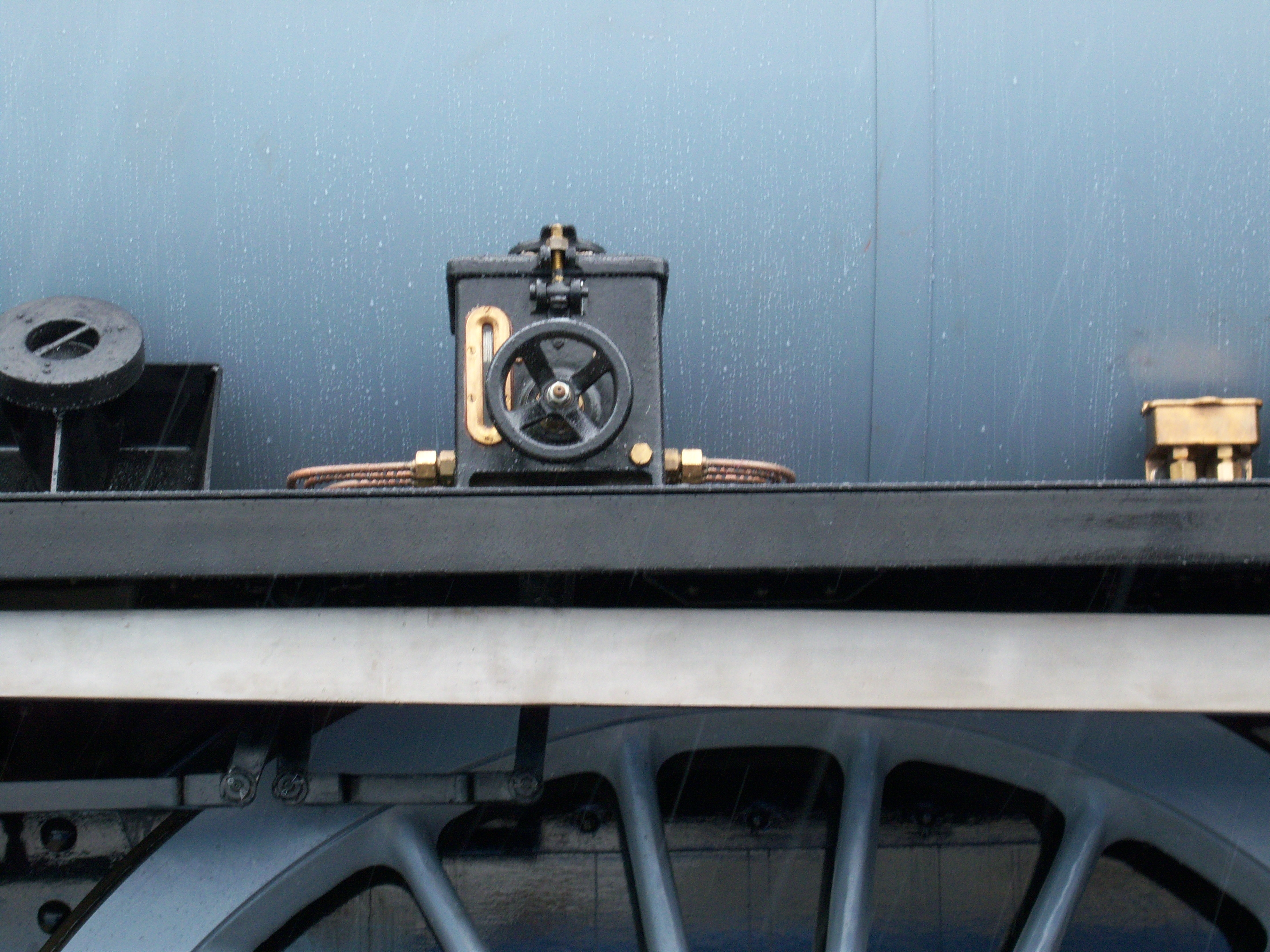
Lubrificateurs de locomotives modernes. L'élément central est un lubrificateur mécanique pour les cylindres, actionné par le levier de connexion que l'on voit en dessous (ou par le volant à main, pour l'amorçage). Le plus petit, à droite, est un lubrificateur syphonique.